# Dottrina Hallstein

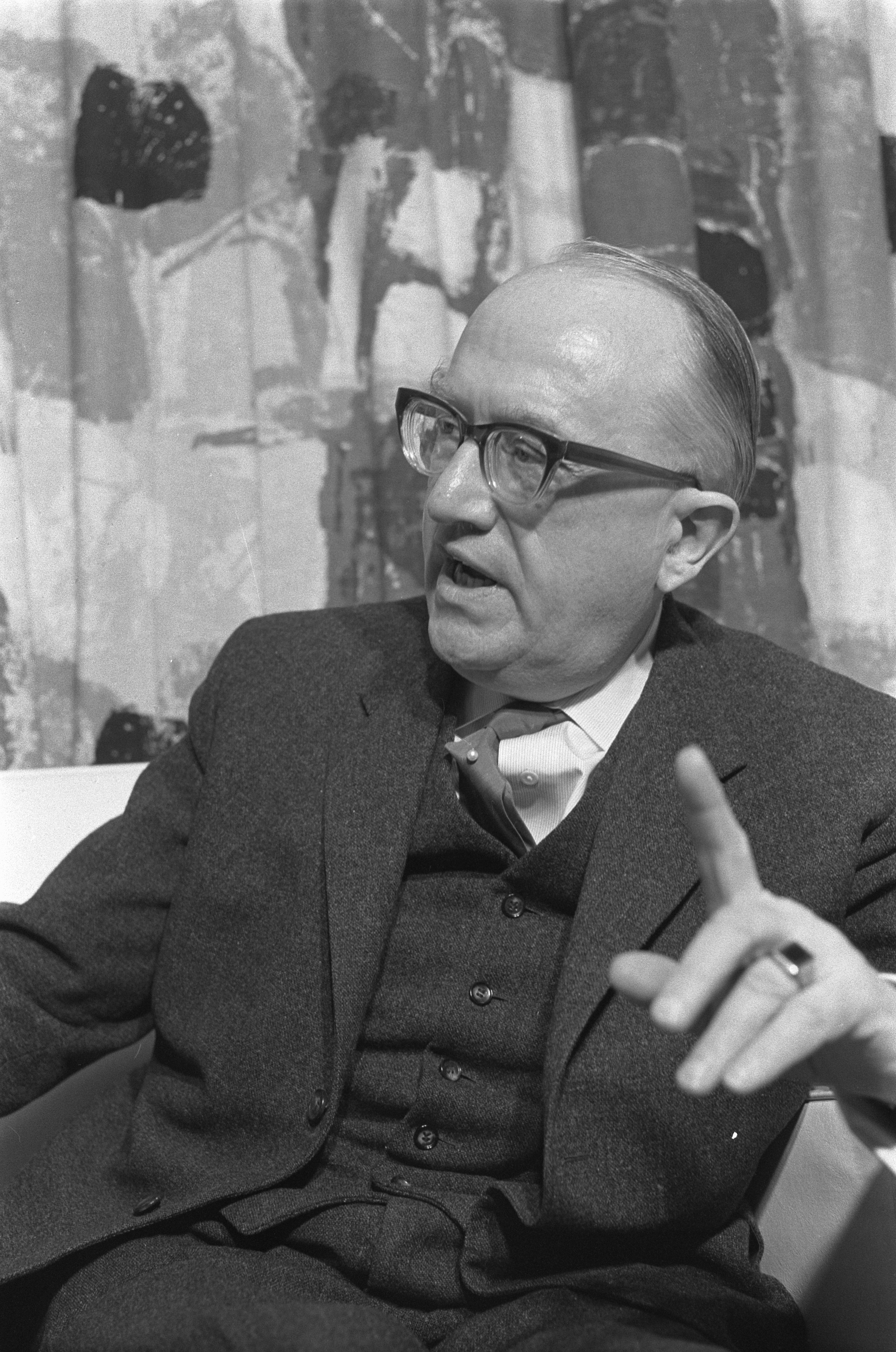
Walter Hallstein nel febbraio 1963

La dottrina Hallstein fu una dottrina che influenzò la politica estera tedesca fino agli anni sessanta del XX secolo e prese il nome dal giurista Walter Hallstein, che fu sottosegretario del Ministero degli esteri tedesco dal 1951 al 1958.
Secondo la dottrina Hallstein qualunque relazione diplomatica intrattenuta da un Paese terzo con la Repubblica Democratica Tedesca, in virtù della cosiddetta rappresentanza unica del popolo tedesco da parte della Repubblica Federale Tedesca, era da considerarsi un atto ostile e avrebbe portato all'immediata interruzione delle relazioni diplomatiche. 
Fin dall'inizio le relazioni con l'Unione Sovietica rappresentarono un'eccezione. La controparte nella DDR della dottrina Hallstein era la dottrina Ulbricht.
La conseguenza fu l'impossibilità di avere relazioni diplomatiche con entrambi i Paesi.
La prima applicazione della dottrina fu con la Jugoslavia nel 1957, in seguito fu applicata con Cuba nel 1963. In entrambi i casi la Repubblica Federale Tedesca interruppe le relazioni diplomatiche al riconoscimento da parte dei due Paesi della DDR.
Nella prima metà degli anni '60 e con il nuovo corso cominciato da Ludwig Erhard e Kurt Georg Kiesinger la dottrina fu applicata con meno coerenza, fu poi sospesa nella fase di normalizzazione dei rapporti cominciata con la cosiddetta Ostpolitik intrapresa dalla coalizione guidata da Willy Brandt.